# Ventanas, Chile
Ventanas är en ort i Chile.   Den ligger i provinsen Provincia de Valparaíso och regionen Región de Valparaíso, i den södra delen av landet, 110 km nordväst om huvudstaden Santiago de Chile. Ventanas ligger 20 meter över havet och antalet invånare är 5 957.
Terrängen runt Ventanas är platt. Havet är nära Ventanas åt nordväst. Runt Ventanas är det ganska tätbefolkat, med 90 invånare per kvadratkilometer.. Det finns inga andra samhällen i närheten. 
I omgivningarna runt Ventanas växer i huvudsak buskskog.